# 孙志军
孙志军（1957年8月—），男，山东莱州人，中华人民共和国政治人物。武汉大学哲学系辩证唯物主义和历史唯物主义专业毕业，大学学历，哲学硕士。孙干卿少将之子。第十二届全国人民代表大会江苏地区代表。

## 生平
1975年9月加入中国共产党，1975年9月参加工作。
早年为湖北省建始县苗萍乡武汉知青点负责人，后入武汉大学哲学系学习。毕业后历任共青团武汉市委书记，武汉市江汉区委副书记、区长，武汉市副市长，中共武汉市委常委、组织部部长，中共武汉市委常委、秘书长，中共南京市委常委、宣传部部长。2001年2月，任中共扬州市委书记。2004年6月，任中共江苏省委常委、宣传部部长。2007年12月，任中共中央宣传部副部长、中央文化体制改革和发展工作领导小组办公室主任。
2013年3月，被选为十二届全国人大代表、第十二届全国人大常委会委员。2018年1月，当选第十三届全国政协委员。